# Ibrahim Souss
Ibrahim Souss (àrab: إبراهيم الصوص, Ibrāhīm aṣ-Ṣūṣ) (Jerusalem, 3 d'agost de 1945) és un escriptor i polític palestí.
Va cursar els seus estudis a França i és doctor d'estat en ciències polítiques de la Universitat de París. Cunyat de Iàssir Arafat, ha estat el representant de l'Organització per a l'Alliberament de Palestina (OLP) a la Unesco des de 1975 fins al 1980 i des de 1983 al 1985 ha estat l'ambaixador de Palestina al Senegal, entre altres càrrecs polítics. L'any 1998 va ser Sotsdirector General i Director Regional de l'Oficina Internacional de Treball (OIT).
A banda de la seva carrera política, és conegut per la seva carrera musical, com a pianista i compositor, i per la seva carrera literària, com a poeta, novel·lista i assagista polític.
Algunes de les seves obres literàries són: Les Fleurs de l'olivier (1985), De la Paix en général et des Palestiniens en particulier (1991), Letter to a Jewish Friend (2007).